# Špela Rozin

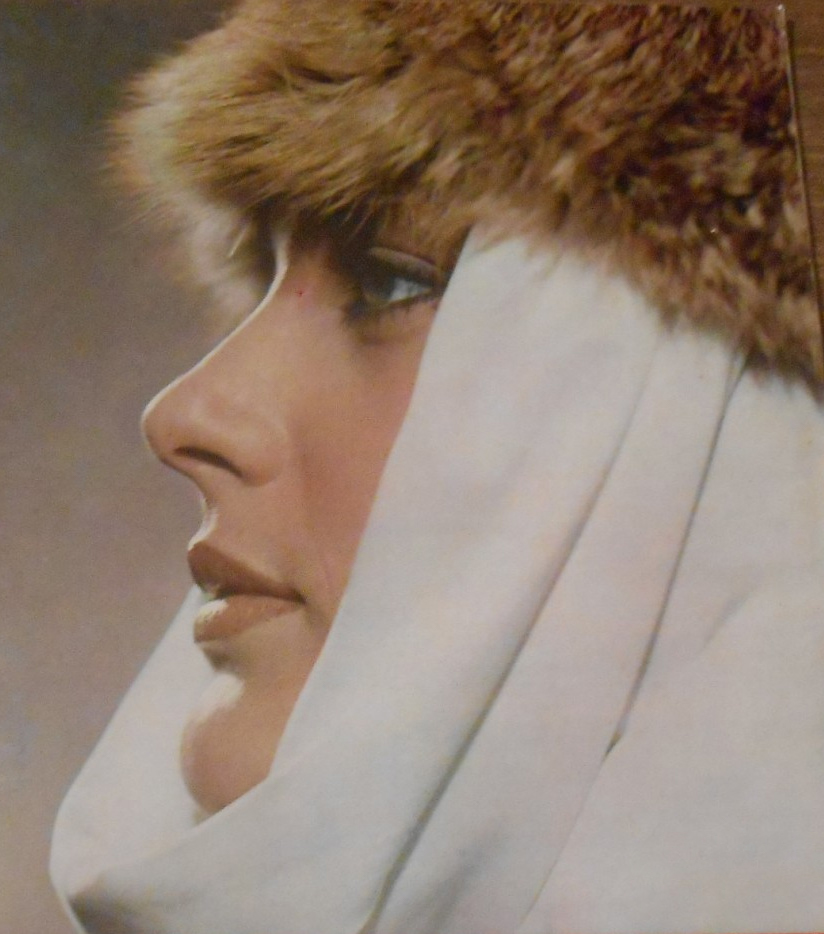
Špela Rozin, 1969

Spela Rozin (* 31. Januar 1943 in Ljubljana) ist eine slowenische Schauspielerin. 

## Wirken
Rozin gab im Jahr 1959 ihr Filmdebüt in dem italienischen Film Tri cetrtina sonca. Weitere Filme folgten und 1964 konnte man sie in Alvaro Mancoris Abenteuerfilm Der größte Sieg des Herkules als Königstochter Teica sehen. Fünf Jahre später spielte sie in Piero Pierottis Italowestern Blutrache einer Geschändeten die Rolle der Tänzerin Shanda Lee. Insgesamt spielte sie in über vierzig Filmen mit.
Sie trat auch unter den Künstlernamen Mia Massini, Sheyla Rosin, Sheila Rossin und Sheyla Rozin in Erscheinung.

## Filmografie (Auswahl)
- 1959: Tri cetrtine sonca
- 1962: Studentenliebe (Cudna devojka)
- 1963: Wochenende (Weekendy)
- 1964: Der größte Sieg des Herkules (Ercole l'invincibile)
- 1964: Via Veneto
- 1964: Geheimauftrag Dubrovnik (The Secret Invasion)
- 1968: Fünf blutige Stricke (Joko invoca Dio… e muori)
- 1969: Ergötzliche Nächte (Le piacevoli notti)
- 1969: Blutrache einer Geschändeten (Testa o croce)
- 1969: Die Schlacht an der Neretva (Bitka na Neretvi)
- 1970: Robin Hood – Der Befreier (Il magnifico Robin Hood)
- 1974: Der Derwisch und der Tod (Dervis i smrt)
- 1982: Der Duft der Quitte (Miris dunja)
- 1987: The Magic Snowman
- 1989: Landschaft mit Frau (Zena s krajolikom)
- 2009: Persönliches Gepäck (Osebna prtljaga)